# Miyoko Watai
Miyoko Watai (jap. 渡井 美代子, Watai Miyoko; * 8. Januar 1945 in der Präfektur Saitama) ist eine japanische Schachspielerin und -funktionärin. Sie trägt den Titel einer Internationalen Meisterin (WIM) und ist Generalsekretärin des japanischen Schachverbandes.

## Schachkarriere
1975 gewann Watai die erstmals ausgetragene japanische Damenmeisterschaft. 1978, 1979 sowie 2002 konnte sie diesen Erfolg wiederholen. International vertrat sie Japan bei den Zonenturnieren der Damen 1972 (Skopje), 1978 (Singapur), 1985 (Chengdu), 1991 (Kuala Lumpur) und 1999 (Ho-Chi-Minh-Stadt). Auf dem Interzonenturnier der Frauen 1979 in Alicante belegte sie punktgleich mit Narelle Kellner den letzten Platz.
Seit 1983 ist sie Internationale Schiedsrichterin, 1994 erhielt sie als erste Japanerin überhaupt den Titel einer Internationalen Meisterin (WIM). Ferner trägt sie den 7. Dan der Japan Chess Association. Ihre Elo-Zahl beträgt 2032 (Stand: Dezember 2014), sie wird jedoch als inaktiv geführt, da sie nach der Schacholympiade 2002 der Frauen keine Elo-gewertete Partie mehr gespielt hat. Ihre höchste Elo-Zahl von 2050 erreichte sie erstmals im Januar 1997 und erneut im Januar 2001.
Watai ist derzeit Generalsekretärin des japanischen Schachverbandes sowie Mitglied dessen Regelkomitees. Sie engagiert sich für die Förderung des Schachspiels in Japan, unter anderem arbeitet sie als Schachlehrerin der Super Smart Chess League (スーパー・スマート・チェスリーグ), des von ihr mitbegründeten und organisierten Kinder- und Jugendprogramms des japanischen Schachbundes.
Als Autorin verfasste sie mehrere Schachbücher. Seit Ende ihrer aktiven Laufbahn arbeitet sie als Schiedsrichterin und Turnierleiterin auf fast allen größeren Turnieren Japans, zuletzt bei den Landesmeisterschaften 2014 in Tokio.

## Nationalmannschaft

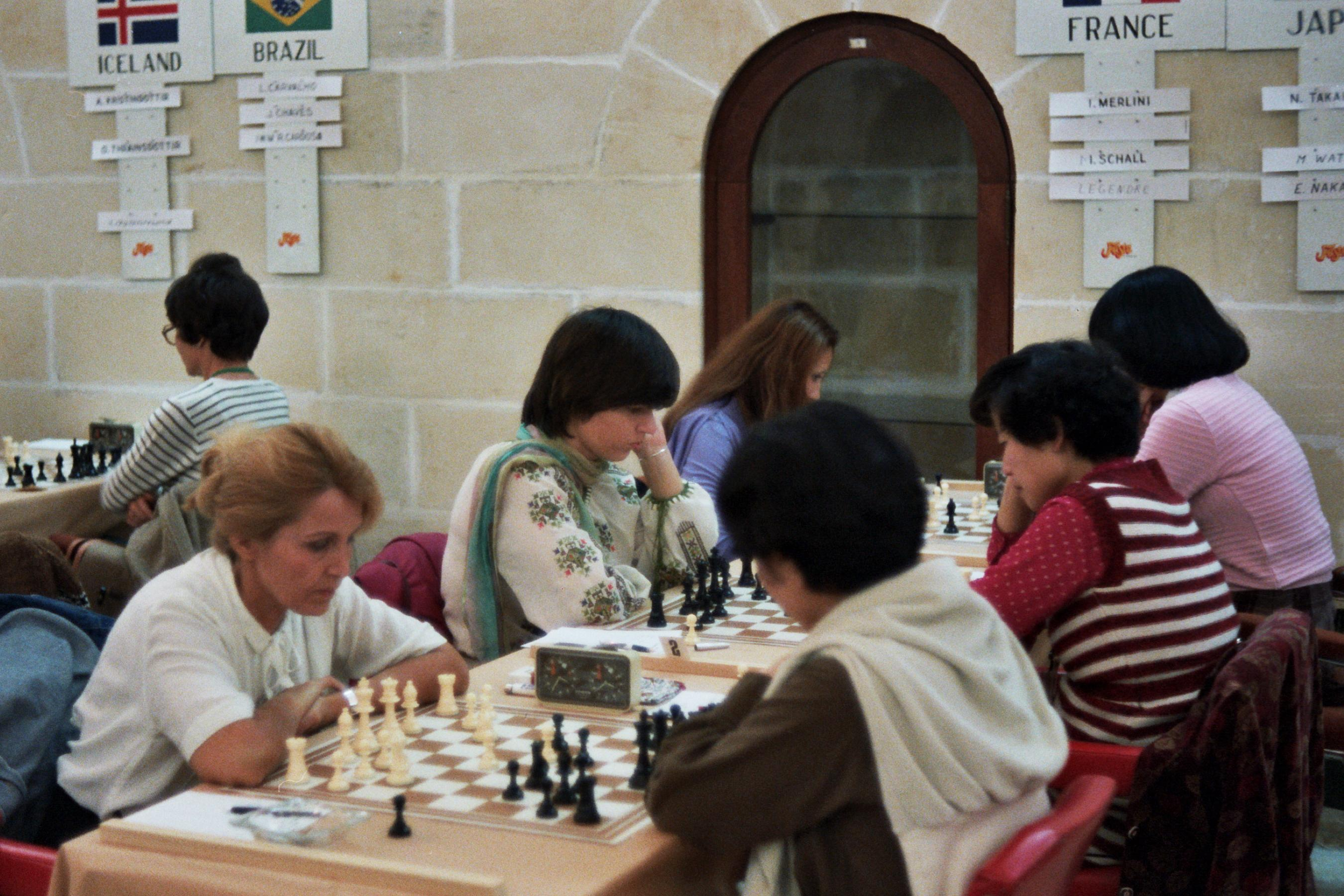
Schacholympiade 1980 auf Malta, Frankreich – Japan (Watai an Brett 2)

Mit der japanischen Frauenmannschaft nahm sie an allen acht Schacholympiaden der Jahre 1972 bis 1986 sowie an allen vier Schacholympiaden von 1996 bis 2002 teil und erzielte dabei insgesamt 62,5 Punkte aus 142 Partien.
An der asiatischen Mannschaftsmeisterschaft nahm Watai 1979, 1981, 1986, 1987 und 1993 teil.

## Privatleben
Watai hat einen Abschluss der Meiji Yakka Daigaku (engl. Meiji Pharmaceutical University) und arbeitete als Apothekerin. Sie lebte auf dem Gebiet des heutigen Ōta und traf sich ab 1973 mehrmals mit dem amerikanischen Schachweltmeister Bobby Fischer. Ab dem Jahr 2000 lebten sie zusammen in ihrer Wohnung. Nach seiner Verhaftung am 13. Juli 2004 initiierte sie die Kampagne für seine Freilassung. Im August 2004 heirateten Watai und Fischer. Von April 2005 bis zu Fischers Tod 2008 lebte Watai mit ihm auf Island.

## Schriften (Auswahl)
- 図解早わかりチェス (= „Das illustrierte Schach-Handbuch“). Nittō Shoin, Tokio 1986, ISBN 4528004941.
- 最新図解チェス (= „Das neueste illustrierte Schachbuch“).  Nittō Shoin, Tokio 1997, ISBN 452800853X.
- はじめてのチェス (= „Anfangen mit Schach“). Seibidō Shuppan, Tokio 2004, ISBN 4415025498.